# Обществен интерес
Общественият интерес (според римската правна доктрина, зад всяко едно право трябва да има признат интерес от упражняването му) е понятие и термин относим към „всеобщото благополучие“ или „всеобщото благоденствие“. Колкото и абстрактни да са тези понятия, като обществен интерес следва да се разбира признатият по силата на правото интерес на обществото да защитава и отстоява своите права и свободи от неблагоприятни управленски решения за социума като цяло.
Защитата на обществения интерес е в центъра на политическия дебат на всяко демократично общество и трябва да бъде първостепенна задача при осъществяване на държавното управление. При демокрациите общественият интерес се извежда от гражданското общество. Легална дефиниция за обществен интерес няма, макар българският законодател да борави масово с понятието за обществен интерес в нормативните актове. Извеждането на обществения интерес е въпрос на тълкуване за всеки конкретен случай.